# Miogelozy
Miogelozy – lokalne stwardnienia lub guzki osadzające się w mięśniach głównie obręczy barkowej, mięśni pośladkowych i mięśnia prostownika grzbietu. Podczas gdy w zdrowym mięśniu przestrzenie pomiędzy włóknami są stosunkowo szerokie, w obszarze miogelozy śródmięsna jest ewidentnie zwężona. Badania morfometryczne ukazują również znaczną hipertrofię i przerost włókien mięśniowych.